# Gospelkombinat Nordost
Das Gospelkombinat Nordost ist ein deutscher Gospelchor, der 2005 in Greifswald gegründet wurde und durch eine Reihe europaweiter Chorreisen, Musicalproduktionen und CD-Aufnahmen in Erscheinung getreten ist.

## Geschichte
Als Fakultätschor der Theologischen Fakultät der Universität Greifswald gründete sich das Ensemble aus dem Greifswalder Universitätschor mit ursprünglich sieben Mitgliedern, wuchs dann allerdings schnell heran und probte zunächst in der Jakobikirche und später in der Mariengemeinde. Seit 2016 gehört das Ensemble zur evangelischen Johanneskirchengemeinde in Greifswald und tritt in wechselnder Besetzung auf. 2019 bestand das Ensemble aus 35 Sängerinnen und Sängern.

### Gründung
Nach den Probenphasen zur Gospelmesse des Greifswalder Universitätschores im Sommersemester 2004 entstand bei einigen Kantoreimitgliedern der Wunsch, weiterhin Gospel zu singen. Daraus entstand ein anfangs namenloses Vokalensemble an der theologischen Fakultät der Greifswalder Universität. Bereits in den ersten Monaten genoss die Probenarbeit großen Zulauf, sodass der Seminarraum der Fakultät nicht mehr reichte und die Proben des neu entstandenen Gospelchores in die Jakobikirche verlegt werden mussten.

### Der Name
In Anlehnung an den im Sprachgebrauch der DDR typischen Begriff für einen Konzern entstand der Name 2010 zunächst zufällig auf der Fahrt zum ersten Konzert auf Rügen, wie die musikalische Leiterin immer wieder gerne bei Konzerten berichtet:

„Auf der Fahrt zu unserem allerersten richtigen Konzert auf Rügen war es uns dann doch irgendwie peinlich, dass wir noch gar keinen richtigen Namen hatten. Also haben wir hin und her überlegt – und fuhren währenddessen an einem leuchtend roten Hinweisschild an der Ortseinfahrt Rambin vorbei, das von einem Fischkombinat kündete. Es hat noch eine Weile gedauert, ehe wir uns getraut haben, diesen Namen wirklich zu verwenden. Bis heute sorgt er manchmal für Irritation und Kopfschütteln – oder auch für ein gesteigertes Interesse, was das denn wohl für eine eigenartige Truppe sein mag. Inzwischen denken wir: Dieser Name passt gut zu uns – ein bisschen schräg, und gerade durch das besonders, was da an verschiedensten Strömungen zusammenkommt. Auch unser Kombinat ‚produziert‘ (Musik nämlich) und hat schon vieles gemeinsam auf die Beine gestellt. Vor allem freuen wir uns aber mit einem Augenzwinkern darüber, dass es auch vor dem Hintergrund der hierzulande prägenden DDR-Geschichte möglich ist, lebendige christliche Musik zu machen.“

## Erfolge

### Projekte
2010 reiste auf Einladung des Ensembles der ANKOR-Chor des Jerusalemer Konservatoriums nach Deutschland und kam erstmals mit der Gospelchortradition in Kontakt. Neben einem gemeinsamen Benefizkonzert in Greifswald engagierte sich das Gospelkombinat für ein jüdisch-arabisches Feriencamp und den jüdisch-christlichen Dialog.
Als musikalisches Crossover-Projekt erarbeitete das Ensemble gemeinsam mit dem Theoinformatiker Roland C. Kahler aus Texas eine Gospelkantate zur biblischen Erzählung der Verklärung Jesu. Hierfür wurde die historische Form der Kantate für die Gospeltradition adaptiert. Mitglieder des Chores wirkten an den Texten mit, die von der musikalischen Leiterin Nicole Chibici-Revneanu vertont wurden.
Anlässlich des Reformationsjubiläum 2017 vertonte der Chor deutsche Texte aus dem 16. Jahrhundert in Gospelhymnen. Hierfür wurden je ein Martin Lutherlied mit einem Psalm musikalisch verbunden und so auf die ostdeutsche Reformationsgeschichte und der Kirche in der DDR angespielt. Daraus entstand ein abwechslungsreiches Konzertprogramm und eine CD-Einspielung.
Immer wieder organisieren Mitglieder des Ensembles Chor- und Gospelprojekte in der Region, wie die Gospelnacht Mecklenburg-Vorpommern, laden andere Chöre zu gemeinsamen Konzerten ein oder beteiligen sich an Musicalproduktionen, wie beispielsweise der pommerschen Engelspierken oder anderen regionalen Kulturveranstaltungen.

### Stil und Performance
Stilistisch verbindet das Repertoire die Richtungen Modern Gospel mit Pop, Jazz, Rhythm and Blues und alter Chormusik. Vorwiegend singt der Chor klavierbegleitete Arrangements und Kompositionen der musikalischen Leiterin Nicole Chibici-Revneanu. Charakteristisch für Auftritte des Gospelkombinats sind raumgreifende Inszenierungen, Moderationen durch Ensemblemitglieder, die durch das Programm führen und geistliche Impulse geben sowie solistische Einlagen aller Choristen.

### Konzertreisen
Seit 2013 begab sich das Gospelkombinat regelmäßig auf Chortourneen und war neben Zielen in Nord- und Süddeutschland auch im skandinavischen und baltischen Raum unterwegs sowie in Osteuropa und Österreich.
- 2013 – Rumänien
- 2014 – Österreich
- 2015 – Schweden
- 2016 – Österreich
- 2017 – Nord- und Süddeutschland
- 2018 – Litauen und Lettland
- 2019 – Rumänien
- 2022 – Süd- und Norddeutschland
- 2023 – Norddeutschland
- 2024 - Niederlande

## Diskografie
- 2019 – psalms and spirituals – mixed arrangements
- 2017 – psalms + chorals – Luther meets Gospel
- 2012 – Psalms & Prayers 2
- 2011 – Psalms & Prayers
- 2010 – The Transfiguration
- 2009 – I Lift Up My Eyes

## Belege
1. ↑  Über das Gospelkombinat Abgerufen am 25. Juli 2020.
2. ↑  Wie der Name entstand. Abgerufen am 27. Juli 2020.
3. ↑  NDR Fernsehen Benefizkonzert Abgerufen am 25. Juli 2020.
4. ↑  Text der Kantate The transformation. Abgerufen am 25. Juli 2020.
5. ↑  Reformationsjubiläum Abgerufen am 25. Juli 2020.
6. ↑  Gospel Schröder: 5. Gospelnacht MV in Rostock. Abgerufen am 25. Juli 2020
7. ↑  Ostseezeitung Gemeinsames Chorprojekt Greifswald-Saalfeld (Memento des Originals vom 25. Juli 2020 im Internet Archive)  Info: Der Archivlink wurde automatisch eingesetzt und noch nicht geprüft. Bitte prüfe Original- und Archivlink gemäß Anleitung und entferne dann diesen Hinweis.. Abgerufen am 25. Juli 2020.
8. ↑  Erfahrungsschatz Nordkirche De pommerschen Engelspierken. Abgerufen am 25. Juli 2020.
9. ↑  kirche-mv Bugenhagenpreisverleihung 2014. Abgerufen am 25. Juli 2020.
10. ↑  Reiseatlas Abgerufen am 25. Juli 2020.